# ZIL-135

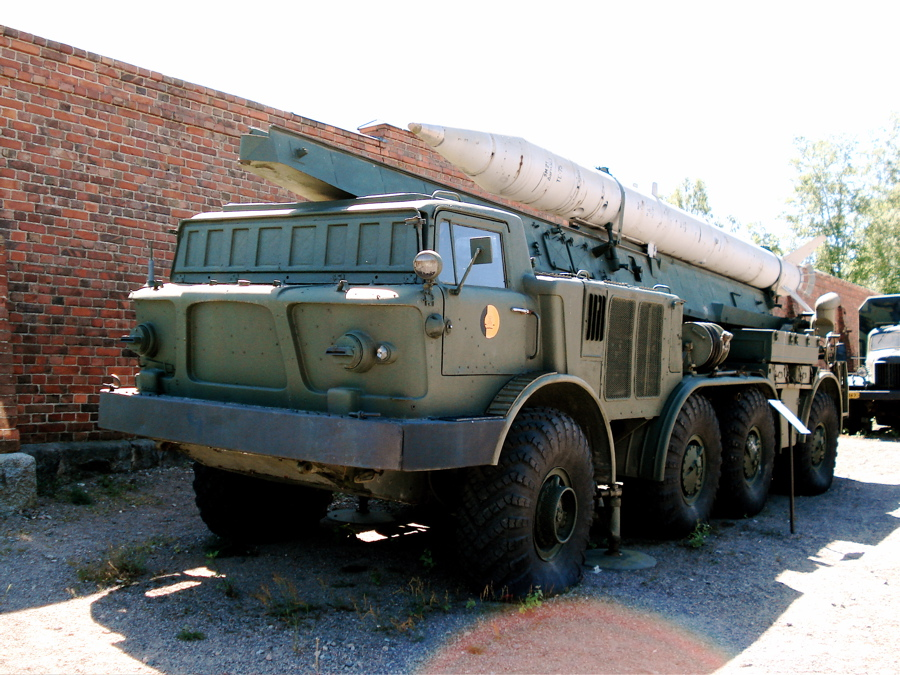
The ZIL-135, được trang bị một tên lửa. Chiếc xe này được dán dấu hiệu của Đông Đức

ZIL-135 là một chiếc xe vận tải quân sự 8 bánh thân rộng được sản xuất thời Chiến tranh Lạnh bởi Liên bang Xô viết bắt đầu sàn xuất từ năm 1966. Nó có nhiệm vụ mang và phóng một tên lửa đất đối đất tự hành loại FROG-7. ZIL-135 được xuất khẩu rộng rãi tới các nước cộng sản, đáng chú ý nhất là Bắc Triều Tiên, nơi nó thường được thấy trong các bộ phim và các cuộc diễu binh.

## Đặc điểm kỹ thuật
Dài: 30,41 ft (9,27 m)
Rộng: 9,19 ft (2,80 m)
Cao: 8,30 ft (2,53 m)
GVW (không mang tên lửa): 11.57 tấn
Khoảng sáng: 580mm (0.58 mét)
Góc phóng: 57°
Động cơ: 2 động cơ X Ural-375 V-8 6.9 lít
Sức ngựa: 180 hp (130 kW) X 2
Tốc độ tối đa: 40,39 mph (65,00 km/h)
Tầm hoạt động: 248,55 mi (400,00 km)
Tiêu thụ nhiên liệu: 1-3mpg
Xem thêm * English speaking Russian truck owners site with forum and Gallery Lưu trữ ngày 30 tháng 4 năm 2008 tại Wayback Machine
photos]